# Frants Rantzau (1555-1612)
 Der er flere personer med dette navn, se Frants Rantzau.
Frants Henriksen Rantzau til Søholm (28. august 1555 på Segeberg – 21. februar 1612 på Skellinge Hede) var en holstensk adelmand og godsejer.
Han var den ældste af statholder Henrik Rantzaus mange sønner. Medens han uddannede sig i Löwen, gjorde han også tjeneste hos prins Philip Vilhelm af Oranien, Vilhelm den Tavses ældste søn, men faldt under de opståede uroligheder i spansk fangenskab. Det lykkedes dog Henrik Rantzau at få sønnen fri, hvorpå denne drog til Frankrig. Efter sin hjemkomst blev han 1577 hofjunker hos Frederik II, der 1578 sendte ham til Rusland. Da han 1584 forlod hoffet, forlenedes han, der var yndet af kongen, med Korsør, som han 1587 ombyttede med Kalundborg; derefter var han lensmand på Silkeborg 1588-1611 og på Tranekær 1611-12. 1590 var han i enkedronningens følge, da hun ledsagede svigersønnen hertug Henrik Julius og hans unge hustru til Braunschweig. Skønt Frants Rantzau var til års, da Kalmarkrigen udbrød, deltog han i den og ofrede sit liv. Han faldt 21. februar 1612 i træfningen på Skellinge Hede. Han blev begravet i Magleby Kirke i København.
4. oktober 1584 havde han holdt bryllup med Anne Rosenkrantz (1564-1618), datter af Erik Rosenkrantz til Kærstrup og Helvig Hardenberg. Hun fødte ham en stor børneflok (sønnerne Frederik og Henrik bl.a.) og bragte ham betydelig rigdom, således Søholm i Stevns Herred og gods i Norge. Selv ejede han Rantzau og Redingsdorf, begge i Holsten. 1602 skrives han til Ziesendorf i Mecklenburg. I Roskilde havde han et kanonikat.